# Gia Paloma
Gia Paloma (Califòrnia; 27 de juny de 1984) és el nom artístic de Karen Christine Catanzaro, una actriu i directora porno gràfica estatunidenca.

## Biografia
Gia va ser alumne del col·legi a Walnut, Califòrnia i més tard es va canviar a un institut especialitzat en arts visuals en l'àrea de Los Angeles, a on va acabar els seus estudis secundaris. Més tard, en l'any 2002 va començar a estudiar sociologia a la universitat de Fullerton, Califòrnia, estudis que acabaria deixant poc temps després de començar a treballar en la indústria del cinema porno.
Gia va començar a rodar pel·lícules pornogràfiques en l'octubre de 2003, amb 19 anys, i no gaire temps després va començar a fer-se un nom dins del gènere gonzo en la indústria del cinema X. A més Gia afirma que troba fascinant realitzar aquest tipus d'escenes i que aquesta és la seva preferència sexual tant davant de la càmera com en la seva vida personal i la seva intenció és sorprendre al món amb les seves extremes pràctiques sexuals. Gia es declara com una fan del Marquès de Sade i del director de cinema Rob Zombie, un especialista en el rodatge de pel·lícules de terror.
Gia, a més d'actriu porno és maquilladora professional. Malgrat haver-se convertit en una estrella del gènere gonzo poc temps després de començar la seva carrera, l'any 2005 va canviar el seu look: es va tenyir el cabell de color ros, va millorar la seva figura i es va sotmetre a una operació d'augment de pit, passant d'una talla 90 natural amb la qual havia estat treballant fins aleshores, a una enorme davantera de la talla 100. Després del seu canvi de look, l'èxit de Gia va augmentar encara més. En el maig de 2005 va signar un contracte exclusiu amb la productora Extreme 2.0 que va finalitzar el maig de 2006. Ha treballat com a directora de pel·lícules gonzo en dues ocasions i en l'actualitat està treballant com a directora de pel·lícules feature. Gia va escollir el seu nom artístic per la pel·lícula Gia, protagonitzada per Angelina Jolie.

## Premis
- 2004: Premi CAVR Golden Gape a la millor actriu porno de l'any
- 2005: Premis AVN a la millor escena lèsbica - per la pel·lícula The Violation Of Audrey Hollander
- 2005: Premi XRCO a la millor escena lèsbica